# Walther Lichel
Walther Lichel, nemški general, * 1. maj 1885, † 10. december 1969.